# Historia Andrychowa

## Początki osady

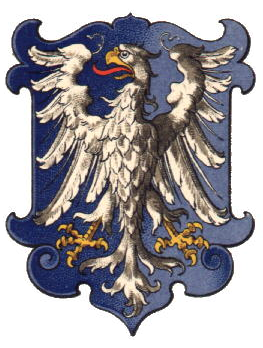
Godło Księstwa Zatorskiego

Osada powstała na przełomie XIII/XIV wieku, założona prawdopodobnie przez wychodźców z Moraw (przypuszczalnie z okolic Klattowy), nazwana wówczas Indrzychowem. Pierwsze historyczne zapisy z 1325. donoszą o kościele w Andrychowie – wydaje się to być jednak dosyć nieprawdopodobne. W wykazie świętopietrza z 1344 osada figuruje pod zniekształconą nazwa Henrychów. Jan Długosz w „Liber Beneficiorum” nazywa wioskę Gendrychowem, opisując ją jako niewielką wieś w księstwie zatorskim.
Około 1440 r. przez miasto przechodzi Deresław z Rytwian (Dzierżek) zmierzając pod Zator. Osada wyludniła się ponieważ przyłączyła się do niego większa część mieszkańców. Zatorski zamek zostaje zdobyty i przekazany królowi polskiemu.
Księstwo zatorskie i oświęcimskie zostało ostatecznie wcielone do Korony na walnym sejmie w Warszawie 20 lutego 1564.
Za panowania Zygmunta I Andrychów był już centrum administracyjnym okolicznych wiosek. Właścicielami osady byli Schillingowie z Wissenburga. Byli oni zwolennikami reformacji toteż jest bardzo prawdopodobne iż znaczna część mieszkańców przeszła na kalwinizm.
W 1655 osada została spalona przez oddziały szwedzkie ciągnące na Żywiec i Oświęcim. W kilkanaście lat po zniszczeniu, Andrychów liczył 73 domy i mniej niż 300 osób.
W 1674 pierwsza wzmianka o tutejszym ośrodku tkactwa (klucz andrychowski), tj. wyrobie drelichów.
W 1704 doszło do próby lokacji Andrychowa na prawach miejskich, za przywilejem Augusta II. Z nieznanych przyczyn nie doszło do wydania aktu lokacji.
Do ponownego zniszczenie wioski doszło w 1707 r. podczas walk Augusta II z Karolem XII.
Następny właściciel – Franciszek Czerny-Szwarzenberg, sprowadził tkaczy ze Śląska, Belgii i Saksonii. Początki andrychowskiego tkactwa datuje się na XVI w., jednak sprowadzenie nowych rzemieślników przyspieszyło rozwój tkactwa.
Córka Franciszka Czernego, Salomea wyszła za mąż za Stanisława Ankwicza, wnosząc w posagu andrychowskie dobra. Nowy właściciel podjął starania o lokację miasta. Zanim doszło jednak do wydania aktu lokacji, Andrychów otrzymał szereg instytucji i przywilejów, jak na przykład przywilej królewski na jarmarki z 5 czerwca 1750 r. wydawany w zasadzie wyłącznie miastom. Prawną podstawę urządzenia miasta stanowią dwa przywileje: przywilej królewski z 24 października 1767 r. oraz przywilej Stanisława Ankwicza z 8 maja 1768 r., który wprowadzał w życie postanowienie królewskie. Ankwicz usytuował miasto na terenie części wsi. Tak więc obok siebie istniały: miasto Andrychów oraz wieś Andrychów.
Po śmierci Stanisława Ankwicza, dobra andrychowskie zostały podzielone pomiędzy jego synów: Józefa – przyszłego targowiczanina oraz Tadeusza – któremu przypadł Andrychów. Na początku XIX w. Andrychów został sprzedany rodzinie hr. Bobrowskich, którzy zostali w formalnymi właścicielami do 1945 roku.

## Pod zaborami
Latem 1772 r. Andrychów został zajęty przez wojska austriackie – w wyniku zaborów znalazł się na terenie Austrii. Władze austriackie wprowadziły wówczas niemiecką, urzędową nazwę miasta – Andrichau. W 1823 r. Andrychów potwierdza swoje prawa miejskie otrzymując przywilej ck. kancelarii w Wiedniu.
W 1778 r. miasto Andrychów miało 75 domów i liczyło 598 mieszkańców, a wieś Andrychów 319 domów i 2475 mieszkańców. Poważnym czynnikiem hamującym wzrost liczby ludności były epidemie które kilkakrotnie dziesiątkowały miejscową ludność.
Koniec XVIII w przyniósł znaczny rozwój tkactwa – miejscowy cech liczy 700 warsztatów tkackich. Wyroby andrychowskich chłopów były znane w kraju i za granicą. Chłopskie kolegacje były właścicielami składów w Stambule, Smyrnie, Aleksandrii, Wenecji, Marsylii, Barcelonie, Lubece, Hamburgu, Moskwie. Andrychowianie odwiedzali jarmarki w Dubnie, Łęczycy, Lublinie, Warszawie, Lwowie, Tarnopolu, Gdańsku, a także w miastach śląskich. Pomimo iż powstały wyspecjalizowane organizacje wypierające z rynku kolegacje chłopskie, w XIX w. istniało jeszcze kilka z nich. Najbardziej znana była kolegacja Kotlarczyków w Sułkowicach. Rozprowadzała ona swoje wyroby na Śląsku, w Czechach i na Morawach. Inne kolegacje takie jak kolegacja Józefa Hermy czy kolegacja Cholewków rozprowadzały towar w Małopolsce wschodniej i Bałkanach.
1791 r. została założona pierwsza szkoła w Andrychowie.
W latach 30. XIX wieku miasto przeżyło rewolucje przemysłową. Zmalało zapotrzebowanie na wyroby lniane, a wzrosło na wyroby bawełniane. Sprowadzaniem nowego rodzaju przędzy i jej rozprowadzeniem wśród tkaczy zajmowali się przedsiębiorcy. Oni również odkupowywali i magazynowali gotowe produkty. Powstał system nakładczy.
W początkach XIX wieku wzrasta liczba ludności żydowskiej. Najbogatsi z nich są posiadaczami farbiarni, magli. Często są również nakładcami. Pod koniec XIX wieku powstaje gmina żydowska – kahał.

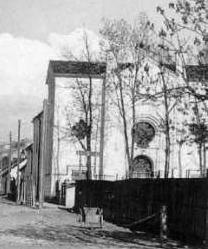
Synagoga w Andrychowie

W 1852 r. powstała czytelnia żydowska.
W 1873 zlikwidowano izraelicką szkołę wyznaniową i żydowskie dzieci zaczęły uczęszczać do 3 klasowej szkoły polskiej.
w 1879 założono szkołę żeńską.
W 1885 r. zbudowała murowaną synagogę (w stylu niemieckich synagog postępowych) w miejscu wcześniejszej – drewnianej. Posiadała ona 600 miejsc siedzących. W tym samym roku powstał cmentarz żydowski.
27 czerwca 1886 rada wsi i miasta podjęła decyzje o połączeniu się Andrychowa w jeden organizm miejski. W tym czasie Andrychów był siedzibą magistratu, sądu grodzkiego (od 1855 r.), ekspedycji pocztowej, urzędu miar i wag, kwatermistrzostwa wojska i notariatu. Już od 1807 r. istniał szpital dla ubogich.
W 1888 Andrychów uzyskuje połączenie kolejowe.
20 czerwca 1893 r. duży pożar strawił znaczną część miasta. Od jego całkowitego zniszczenia uchroniła obfita ulewa.
Na początku XX wieku uruchomiono pierwszą dużą fabrykę wyrobów tekstylnych. Właścicielami byli bracia Czeczowiczka, czescy Żydzi. Zrewolucjonizowało to lokalny rynek pracy. Początkowo fabryka zatrudniała ok. 500 pracowników, a przed II wojną światową około 4 000. 
I wojna światowa spowodowała znaczne zmniejszenie liczby mieszkańców miasta.
5 listopada 1918 doszło do antyżydowskich rozruchów.

## Andrychów w międzywojennej Polsce

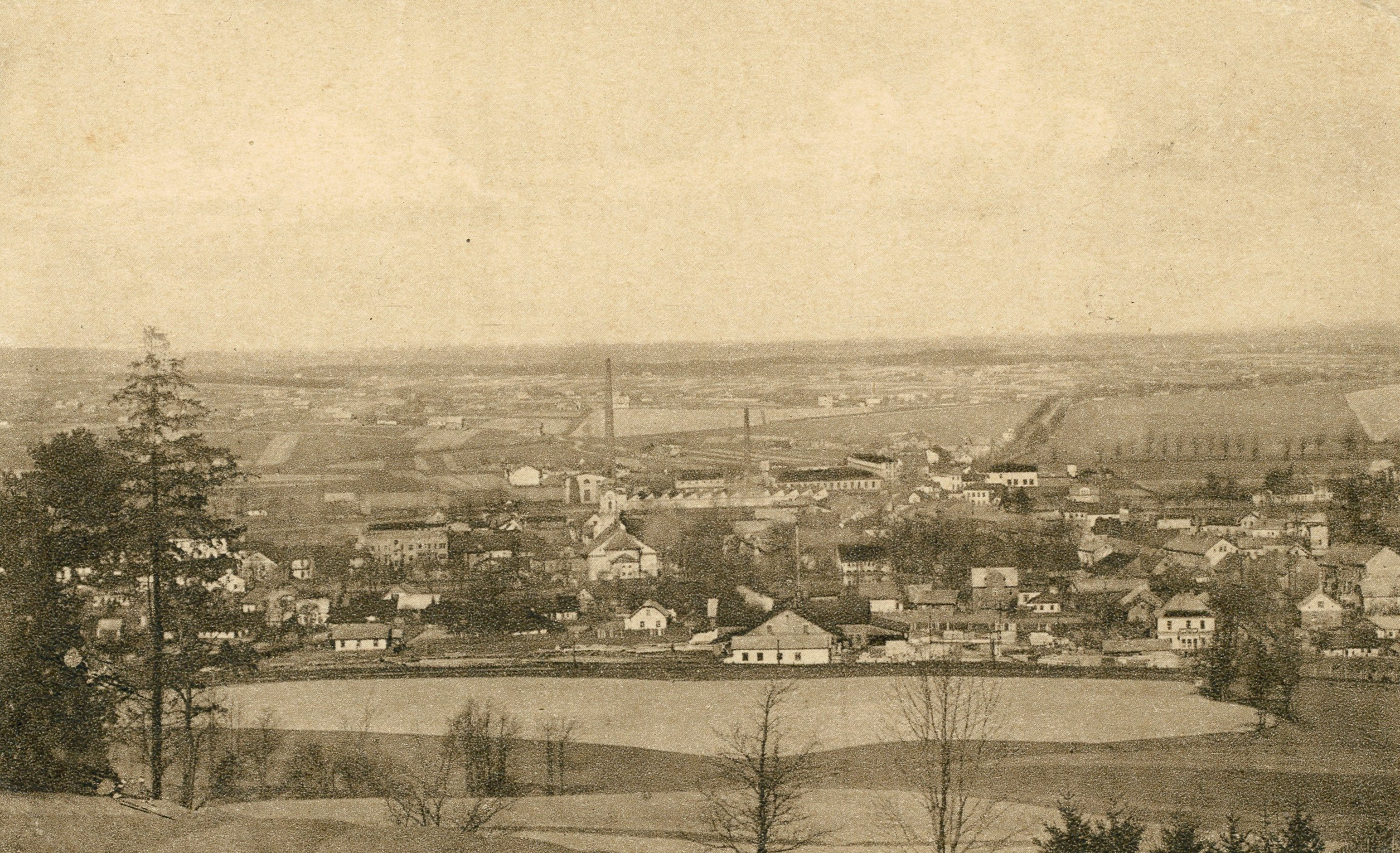
Panorama Andrychowa około 1934

W 1926 nastąpiła elektryfikacja miasta, a w latach 1934–1939 rozszerzono sieć kanałów, poprawiono miejskie drogi i chodniki. Głównymi inwestycjami tego okresu były basen pływacki i stadion sportowy. W mieście działały kluby sportowe: „K.S. Beskid”, „Andrychovia”, „Orzeł” i „Makkabi”. Uruchomiono drugie kino (pierwsze istniało przy zakładach Czeczowiczków). Od 1926 r. kursowały autobusy na trasach do Krakowa i Białej, a od 1929 r. istniała stacja benzynowa. W roku 1936 zmotoryzowano Straż Pożarną.

## Okupacja
4 września 1939 roku do Andrychowa wkroczyły niemieckie wojska. Andrychów (Andrichau) znalazł się w III Rzeszy. Władze okupacyjne zaczęły niszczyć przejawy kultury polskiej, zamknęły andrychowskie szkoły.
24 listopada 1939 hitlerowcy spalili synagogę żydowską.
26 września 1941 roku hitlerowcy utworzyli getto w Andrychowie. Ponieważ getto było miejscem, które pokazywano komisjom Czerwonego Krzyża, Niemcy dbali, aby było czyste i schludne. Nie zdarzały się tu epidemie. Uwięzionych Żydów zmusili do regulacji Wieprzówki. Hitlerowcy regularnie organizowali transporty do Auschwitz (Dwa największe transporty miały miejsce 3 lipca 1942 i 15 września 1942). Wkrótce getto stało się gettem rotacyjnym – zwożono tu Żydów z całej okolicy.
14 kwietnia 1943 roku w Zagórniku k. Andrychowa doszło do egzekucji 9 mężczyzn. Hitlerowcy uruchomili w zakładach produkcje na potrzeby wojska. Ruch oporu w tych rejonach nie miał większego znaczenia.
2 listopada 1943 nastąpiła całkowita likwidacja getta w Andrychowie.
26 stycznia 1945 r. Rosjanie zaatakowali rejon Andrychów. Niemcy po kilkunastogodzinnych walkach wycofali się. Odchodząc wysadzili mosty i podpalili magazyny i fabryki. Miasto zostało zajęte przez wojska radzieckie 27 stycznia.

## WPRL
1 lutego 1945 podjęto decyzje o odbudowie fabryki braci Czeczowiczka. Nową fabrykę nazwano Zakłady Przemysłu Bawełnianego w Andrychowie. Już po 3 miesiącach z maszyn fabryki zeszły pierwsze partie materiału. Drugim dużym zakładem powstałym na ruinach niemieckiego zakładu „Areo-Stall Werke” była Wytwórnia Silników Wysokoprężnych (WSW). Na bazie wcześniejszego zakładu powstała Andrychowska Fabryka Maszyn (AFM). Okres po II wojnie światowej to okres dynamicznego rozwoju miasta. W tym czasie powstały największe inwestycje budowlane. Andrychów w 1989 r. liczył już 22 531 osób.